# Горяща Сопка
Горяща Сопка  — активний вулкан, на острові Сімушир Великої Курильської гряди, Росія .
Висота 891 м. Знаходиться в південній частині острова, за 4 км на північний захід від гори Мільна. Розташований у підковоподібній кальдері. Лавові потоки вулкана досягають морського узбережжя, утворюючи нерівний рельєф. Між Горящою Сопкою та вулканом Мільна розташований стратовулкан Ігла. Вулкан виник у середньому плейстоцені. При активному виверженні, що сталося в XIX столітті, виник побічний лавовий купол. Було близько 5 офіційно зареєстрованих вивержень, починаючи з 1842 року. На початку ХХІ сторіччя фіксується фумаральна активність.